# Abdoellah (Kuifje)
Abdoellah, in latere heruitgaves Abdallah, is een personage uit de avonturen van Kuifje-reeks van de tekenaar Hergé. Hij is de zoon van de naïeve Emir Mohammed Ben Kalisj Ezab. Abdoellah is een verwende, kleine pestkop. Zijn vader is verzot op hem, lacht om al zijn kwajongensstreken en zal hem nimmer iets weigeren. Abdoellah verschijnt de eerste keer in het album Kuifje en het Zwarte Goud. Hij wordt dan ontvoerd door dokter Müller, maar Kuifje weet hem te redden. Later, in het album Cokes in voorraad, komt hij op kasteel Molensloot logeren. Ook dan haalt hij grapjes uit, vooral ten koste van Nestor en Kapitein Haddock.

## Trivia
In december 2007 bracht kolonel Moammar al-Qadhafi een bezoek aan Frankrijk. Hij werd gehuisvest in het Hôtel de Marigny, een van de presidentiële residenties in Parijs, en hij vroeg of hij zijn bedoeïenentent mocht opslaan op het gazon. Dominique Dhombres, journaliste van Le Monde schreef daarna over het staatsbezoek onder de kop: De kleine Abdallah kampeert op Moulinsart.